# 莫沃赞德普拉
莫沃赞德普拉（法語：Mauvezin-de-Prat，法語發音：[mov(ə)zɛ̃ də pʁa]）是法国阿列日省的一个市镇，属于圣日龙区。

## 地理
莫沃赞德普拉（43°1'51"N, 0°59'48"E）面积1.85 平方千米，位于法国奧克西塔尼大區阿列日省，该省份为法国西南部内陆省份，西部和北部与上加龙省接壤，东临奥德省，东南至东比利牛斯省接壤，南与安道尔和西班牙接壤。
与莫沃赞德普拉接壤的市镇（或旧市镇、城区）包括：普拉邦雷波、卡斯塔涅德、弗朗卡扎勒、萨莱克。

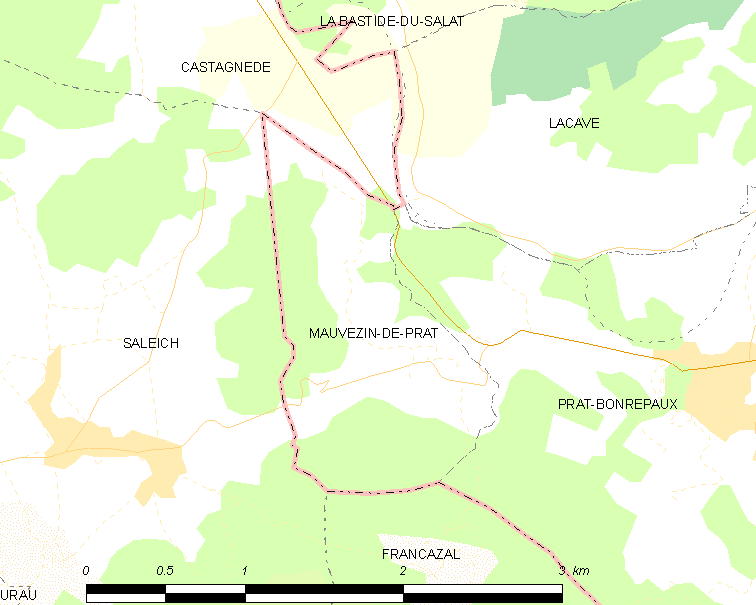
莫沃赞德普拉的OSM定位图

莫沃赞德普拉的时区为UTC+01:00、UTC+02:00（夏令时）。

## 行政
莫沃赞德普拉的邮政编码为09160，INSEE市镇编码为09183。

## 政治
莫沃赞德普拉所属的省级选区为库斯朗谷地县。

## 人口

1962-2008年间莫沃赞德普拉人口变化图示

莫沃赞德普拉于2022年1月1日时的人口数量为99人。